# Corrales de la Nava

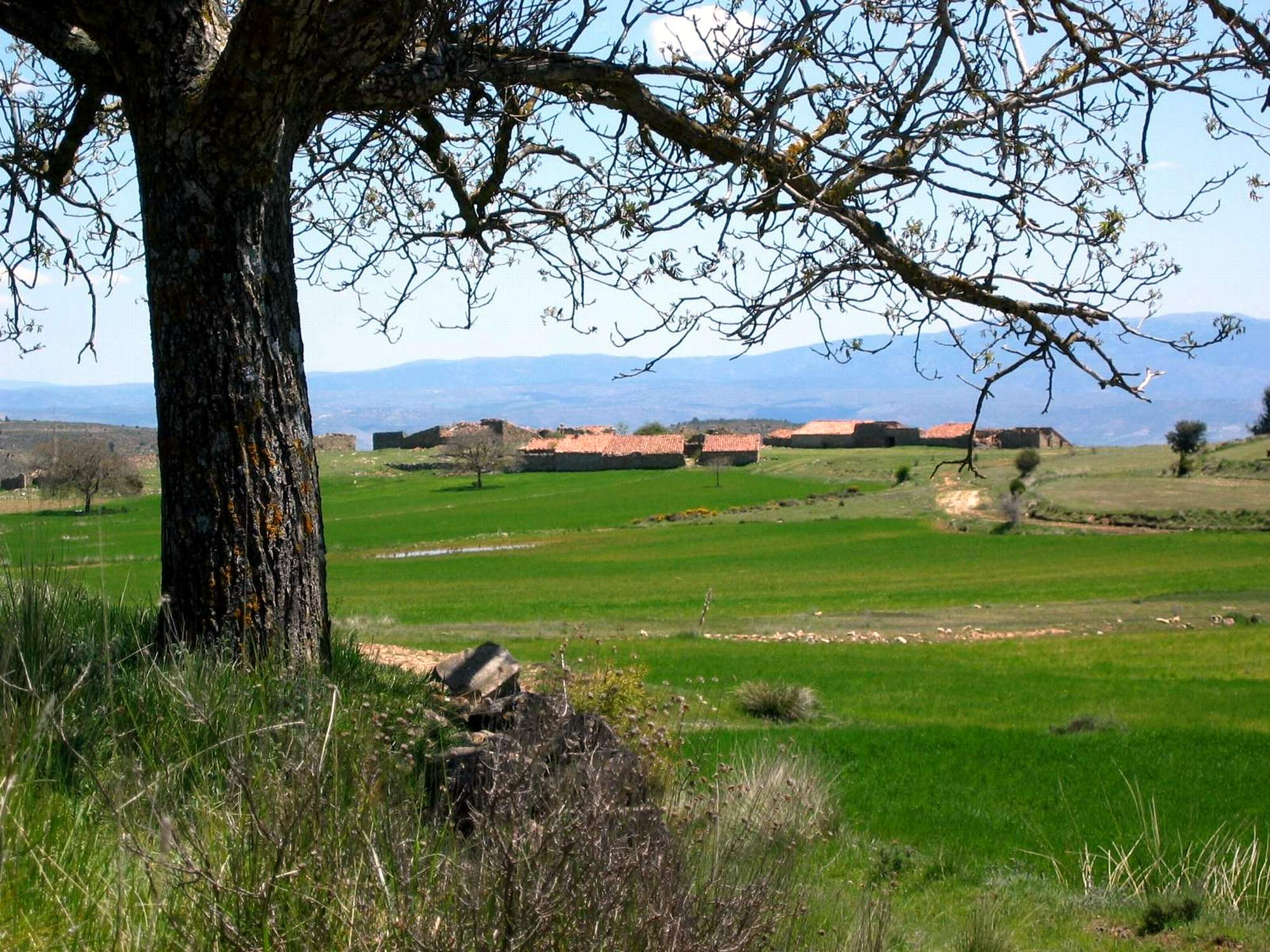
Corrales de la Nava en Castielfabib (Valencia), vistos desde la ladera oriental del Cerro Morrita (2007).

Corrales de la Nava (también, La Nava) es una partida del término municipal de Castielfabib, provincia de Valencia (Comunidad Valenciana, España).

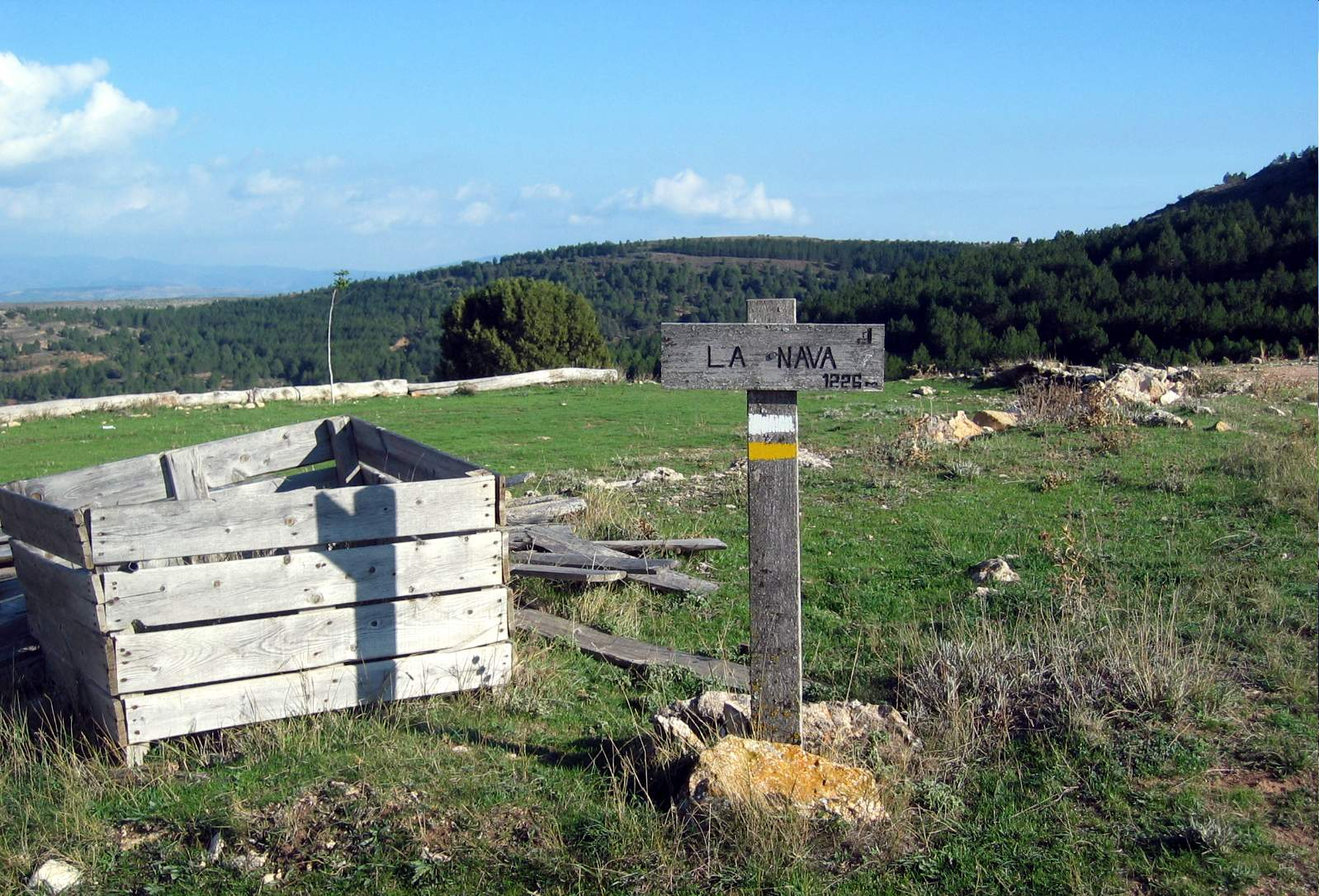
Detalle de poste con panel de altitud en Corrales de la Nava en Castielfabib (Valencia), 2014.

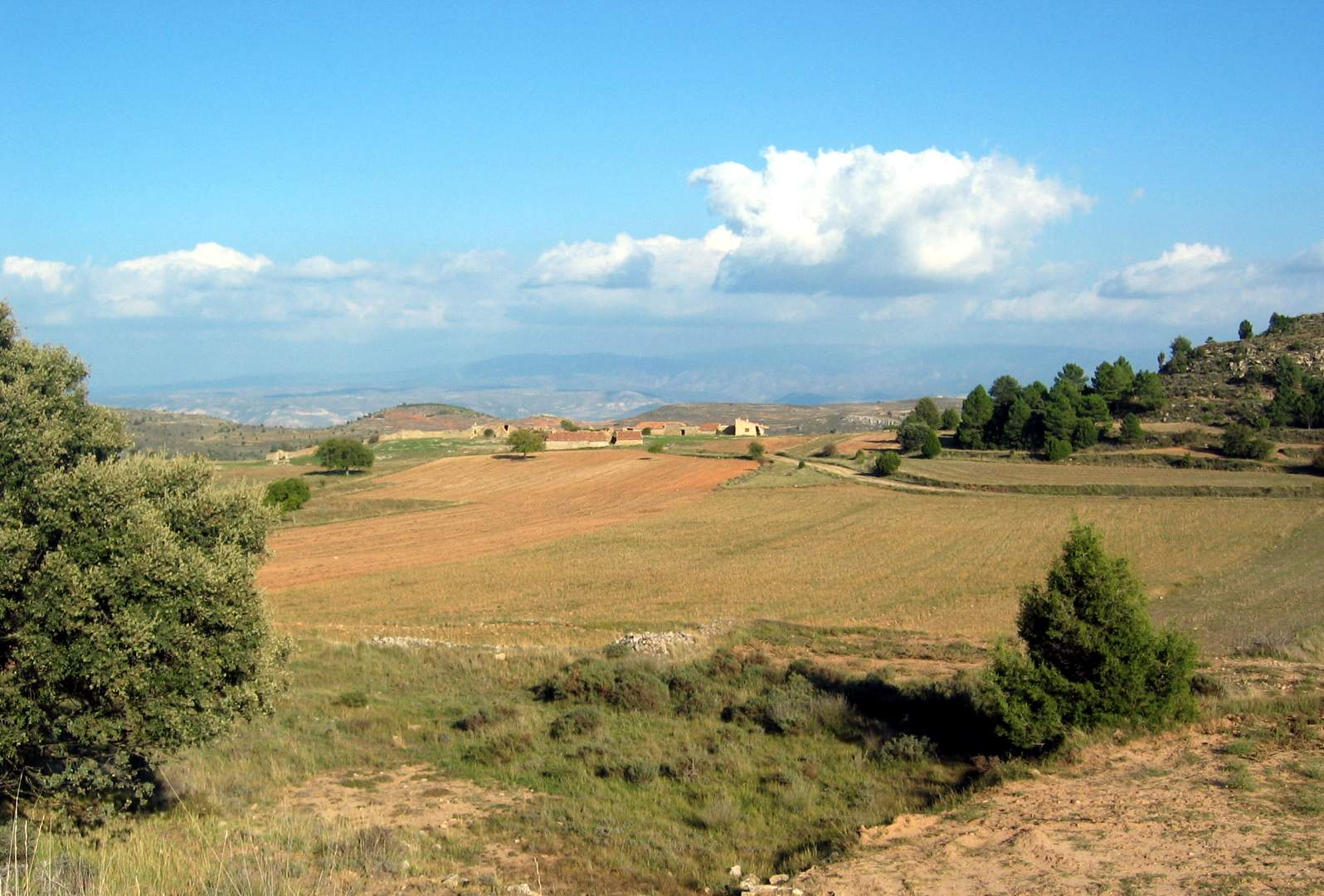
Vista general de Corrales de la Nava en Castielfabib (Valencia), desde la cima del Cerro Morrita (2014).

## Situación y descripción
Situados en la zona noroccidental del Rincón de Ademuz, se hallan en el extremo oriental de la partida de su nombre —a unos 1226 metros de altitud—:

«Está formado por una quincena de construcciones, mayoritariamente corrales, algunas de las cuales aún son utilizadas para guardar ganado, si bien predominan las abandonadas y en estado ruinoso».
 El Rincón de Ademuz. Análisis geográfico comarca , Carles Rodrigo Alfonso

Algunas de las edificaciones se utilizaban como residencia temporal de los agricultores en momentos puntuales del ciclo agrario —formó parte del poblamiento disperso del Rincón de Ademuz en épocas subactuales—: labranza, siembra, siega, trilla, y como refugio de pastores en tormentas. Las construcciones de La Nava constituye notables ejemplos de arquitectura tradicional del Rincón de Ademuz.
En las proximidades de los corrales se halla la «Fuente de la Nava», manantial que surtía de agua a los lugareños.
La zona es también un lugar arqueológico, en sus inmediaciones se encontraron dos necrópolis iberas y un castro celtíbero (Cerro Morrita). Desde el «Cerro Morrita», situado en posición noroccidental respecto de los corrales, puede observarse una magnífica vista del paraje.